# Asterismo (tipografía)
El asterismo (⁂) es un carácter tipográfico formado gráficamente por tres asteriscos puestos en los vértices de un triángulo equilátero imaginario. Su nombre proviene del concepto astronómico de asterismo, que indica un grupo de al menos tres estrellas.
El asterismo se emplea para separar subcapítulos en un libro. Su código Unicode es el U+2042 (⁂), pero a veces este carácter es sustituido por tres o más asteriscos o puntos. En ocasiones puede ser sustituido por un espacio suplementario entre dos párrafos para indicar una separación entre subcapítulos.
No se debe confundir este carácter con el símbolo ∴ (carácter Unicode U+2234), de forma similar pero construido con tres puntos. Este símbolo se emplea en lógica con el significado de «por lo tanto», en contraposición con su forma inversa, ∵, que significa «porque».

## LaTeX
En LaTeX, se puede definir un nuevo comando \asterismo de la siguiente manera:
```
\newcommand{\asterismo}{\smash{% 
   \raisebox{-.5ex}{% 
     \setlength{\tabcolsep}{-.5pt}% 
     \begin{tabular}{@
{}cc@{}}% 

       \multicolumn2c*\\[-2ex]*&*% 
     \end{tabular
}}}}
```

## HTML
En HTML se consigue un asterismo aceptable para separación de párrafos, con:
```
<div><sub>*</sub><sup>*</sup><sub>*</sub></div>
```

cuyo resultado es:
```
*
*
*
```

## Signo de āytam
Un signo muy semejante al asterismo de la escritura y notación occidental es el usado en idioma tamil para representar a la detención glotal o stop glotal llamada āytam y que es equivalente al visarga.
- Datos: Q747707
- Multimedia: Asterism (typography) / Q747707